# تنگه میونگ‌نیانگ
تنگه میونگ‌نیانگ (انگلیسی: Myeongnyang Strait) در گوشه جنوب غربی کره جنوبی، جزیره جیندو را از سرزمین اصلی جدا می‌کند. این تنگه همچنین منطقه اداری شهرستان هائه‌مان (در سرزمین اصلی) را از شهرستان جیندو جدا می‌کند.